# كينيث كلارك (كاتب)
كينيث كلارك (بالإنجليزية: Kenneth Clarke )‏ (و. 1940  م) هو سياسي، ومحام بالقضاء العالي، وكاتب سيناريو، وقاضي بريطاني، هو عضوٌ في حزب المحافظين.

## مناصب
تولى منصب عضو برلمان المملكة المتحدة الـ57 (منذ 8 يونيو 2017)
- عضو برلمان المملكة المتحدة الـ56 (8 مايو 2015–3 مايو 2017)[3]
- وزير بدون حقيبة وزارية (4 سبتمبر 2012–14 يوليو 2014)
- وزير الدولة للعدل  [لغات أخرى]‏ (12 مايو 2010–4 سبتمبر 2012)
- السيد المستشار (12 مايو 2010–4 سبتمبر 2012)
- عضو برلمان المملكة المتحدة الـ55 (6 مايو 2010–30 مارس 2015)[3]
- وزير ظل الدولة لشؤون الأعمال والابتكار والمهارات  [لغات أخرى]‏ (19 يناير 2009–11 مايو 2010)
- عضو برلمان المملكة المتحدة الـ54 (5 مايو 2005–12 أبريل 2010)[3]
- عضو برلمان المملكة المتحدة الـ53 (7 يونيو 2001–11 أبريل 2005)[3]
- وزير ظل الدولة الخزانة  [لغات أخرى]‏ (2 مايو 1997–11 يونيو 1997)
- عضو البرلمان الثاني والخمسون للمملكة المتحدة (1 مايو 1997–14 مايو 2001)[3]
- مستشار الخزانة (27 مايو 1993–2 مايو 1997)
- وزير الدولة للشؤون الداخلية  [لغات أخرى]‏ (10 أبريل 1992–27 مايو 1993)
- عضو البرلمان الحادي والخمسون للمملكة المتحدة (9 أبريل 1992–8 أبريل 1997)[3]
- وزير التعليم [الإنجليزية]‏ (2 نوفمبر 1990–10 أبريل 1992)
- Secretary of State for Health and Social Care [الإنجليزية]‏ (25 يوليو 1988–2 نوفمبر 1990)
- مستشار دوقية لانكستر [الإنجليزية]‏ (13 يوليو 1987–25 يوليو 1988)
- عضو البرلمان الخمسون للمملكة المتحدة (11 يونيو 1987–16 مارس 1992)[3]
- مسؤول الصرف العام [الإنجليزية]‏ (2 سبتمبر 1985–13 يوليو 1987)
- عضو البرلمان التاسع والأربعون للمملكة المتحدة (9 يونيو 1983–18 مايو 1987)[3]
- عضو البرلمان الثامن والأربعون للمملكة المتحدة (3 مايو 1979–13 مايو 1983)[3]
- عضو البرلمان السابع والأربعون للمملكة المتحدة (10 أكتوبر 1974–7 أبريل 1979)[3]
- عضو البرلمان السادس والأربعون للمملكة المتحدة (28 فبراير 1974–20 سبتمبر 1974)[3]
- عضو البرلمان الخامس والأربعون للمملكة المتحدة (18 يونيو 1970–8 فبراير 1974)[3]
- عضو مجلس الشورى البريطاني..

## التعليم
تعلم في كلية غنفيل وكيوس، وNottingham High School ‏.

## روابط خارجية
- كينيث كلارك على موقع IMDb (الإنجليزية)
- كينيث كلارك على موقع الموسوعة البريطانية (الإنجليزية)
- كينيث كلارك على موقع مونزينجر (الألمانية)
- كينيث كلارك على موقع إن إن دي بي (الإنجليزية)
- كينيث كلارك على موقع قاعدة بيانات الفيلم (الإنجليزية)